# Neuigkeiten aus Lappland
Neuigkeiten aus Lappland (Originaltitel Ohjus) ist ein finnischer Film der Regisseurin Miia Tervo aus dem Jahr 2024. Die Komödie nach einer wahren Begebenheit kam am 13. November 2024 in die deutschen Kinos.

## Handlung
Der Film spielt im Dezember 1984 in Lappland. Die alleinerziehende und arbeitslose Niina Kuittinen verursacht einen Unfall, bei dem die Glasscheibe des Gebäudes der Lokalzeitung zerstört wird. Um für den Schaden aufzukommen, bietet sie an, Artikel für die Zeitung zu schreiben. Der Chefredakteur Esko ist von dieser Idee nicht sonderlich begeistert, lässt sich aber darauf ein.
Eines nachts hört Niina einen lauten Knall und will dazu recherchieren. Die Bewohner des Ortes tun allerdings so, als hätten sie nichts Verdächtiges mitbekommen. Nachdem das Militär im Ort auftaucht, ist sich Niina sicher, dass eine sowjetische Rakete in den finnischen Luftraum eingedrungen ist. Die Bevölkerung bekümmert selbst das nicht und Esko schlägt vor, sie solle lieber Artikel über Essen schreiben. Niina lässt sich nicht abbringen und recherchiert weiter. Es steht im Raum, ob die Rakete sogar Atomsprengköpfe hatte oder nicht. Mit dem Soldaten Kai nähert Niina sich an und versucht vergeblich, ihm weitere Hintergründe zu entlocken.
Niina lebt mit ihren Kindern und ihren Eltern zusammen, wobei ihr dementer Vater Kriegsveteran ist und das Thema der abgestürzten Rakete ihn emotional anfasst. Er versteckt sich z. B. regelmäßig in einer Art Gartenbunker. Niinas Ex-Mann Tapio ist im Gefängnis, kommt aber frei. Er sucht Niina und die Kinder auf und will wieder mit ihr zusammen sein. Als sie sich dagegen wehrt, wird er (offenbar wie bereits in der Vergangenheit) gewalttätig ihr gegenüber und von der Polizei abgeführt.

## Hintergrund
Das im Film beschriebene Ereignis ereignete sich tatsächlich. Am 28. Dezember 1984 flog eine sowjetische Rakete in den Inari-See.
Der Film wurde im September 2023 als Filmprojekt auf der Finnish Film Affair des Helsinki International Film Festival gezeigt und gewann dort den Preis für das beste Spielfilmprojekt. Am 27. Januar 2024 erfolgte die Premiere auf dem Göteborg International Film Festival, auf dem Airola den Preis für die beste schauspielerische Leistung in einem nordischen Film gewann.
Am 2. Februar 2024 kam der Film in Finnland in die Kinos.

## Kritik
„In einer im Morgenrot magisch schimmernden Schneelandschaft verwebt Miia Tervo geschickt die intime Geschichte einer weiblichen Selbstermächtigung mit dem Zustand eines Landes, eine skurrile Familienkomödie mit Agententhriller und romantischer Liebesgeschichte. Als Hauptdarstellerin verströmt Oona Airola einen entwaffnend beherzten Charme, der nur von den irrwitzigen Kopfbedeckungen und Vokuhila-Frisuren getoppt wird.“